# Graciela Carrillo
Graciela Carrillo (Los Ángeles, Estados Unidos, 1950) es una artista y muralista chicana residente en San Francisco y miembro del grupo femenino de artistas de origen latino Mujeres Muralistas. Fue cofundadora de la Galería de la Raza, creada para exhibir el arte surgido durante el movimiento por los derechos civiles chicanos, en los años 60 del siglo XX.

## Trayectoria
Estudió en la Universidad Estatal de San José en California. Después se mudó de Los Ángeles a San Francisco, donde asistió al Instituto de Arte gracias a una beca otorgada en 1939. Junto con otra artista contemporánea, amiga y compañera de clase, Patricia Rodríguez, idearon proyectos de futuro. Carrillo tuvo la oportunidad de formarse en el arte mural clásico y posteriormente crear su propio estilo con el grupo Mujeres Muralistas.

### Activismo
Sus creaciones tuvieron connotaciones ideológicas relacionadas con ser una artista chicana, como se concretó en la carta con la que respondió al ensayo del artista de carteles chicano, Malaquías Montoya, A critical perspective on the state of Chicano Art. En esta carta, Carrillo desafía el estilo retórico de Montoya, sus perspectivas marxistas y sexistas que ignoran la lucha de las artistas chicanas por crear arte. Según esa misiva, su reto es deconstruir las versiones dominantes del arte en respuesta a las desigualdades de género y las carreras dominadas por los hombres.
Con las Mujeres Muralistas enfatiza el significado que tiene la colectividad a través de la realización de murales. Aunque muchos críticos argumentaron que lo que ellas creaban no era lo “suficientemente político”, el colectivo de artistas defendieron que su arte también tenía un propósito comunitario y transformador, pues buscaban acercarlo a las personas de comunidades subrepresentadas y marginadas.

## Obra
En 1974, Graciela Carrillo, Patricia Rodríguez, Consuelo Méndez e Irene Pérez -y sus cuatro asistentes- Tuti Rodríguez, Miriam Olivas, Xochitl Nevel-Guerrero y Estér Hernández pintaron Latinoamérica, un mural de 21,3 metros de alto x 6,1 metros de ancho en una pared de San Francisco. Fue un encargo de la organización Mission Model Cities ubicada en las calles Misión y 25 de esa ciudad. Destacó el hecho de que lo realizaran solo mujeres artistas, lo que llevó a que las principales fueran nombradas las Mujeres Muralistas.
Del 9 de marzo al 31 de marzo de ese año, Carrillo expuso Soñar Despierto: Serigraphs and Mural Exhibit en la Galería de la Raza. Sus obras de esa serie representan símbolos de la cultura mexicoamericana, abundantes cactus y colores cálidos y brillantes. En 1975 exhibió el mural Marzo en la Galería de la Raza. La obra representa a un indígena con alas de ángel guiado por figuras a través del calendario indígena. El indigenismo es un tema fundamental en sus creaciones.